# بازی‌های جهانی سوارکاری
بازی‌های جهانی سوارکاری اف‌ئی‌آی مسابقات اصلی قهرمانی بین‌المللی در ورزش سوارکاری است که تحت نظارت فدراسیون جهانی سوارکاری (مخفف:اف‌ئی‌آی) انجام می‌پذیرد. این بازی‌ها هر چهار سال یکبار برگزار می‌شود؛ که از سال ۱۹۹۰ در نیمهٔ بین هر المپیک تابستانی انجام می‌گیرد. پیش از آن هر یک از رشته‌های انفرادی سوارکاری به صورت مجزا و در کشورهای گوناگون برگزار می‌شد. بازیهای جهانی سوارکاری جدید به مدت دو هفته به طول می‌انجامد و به مانند المپیک در بین کشورهای مختلف جهان میزبانی تغییر می‌کند. روند رقابتهای انتخابی سوارکارها و اسبهایشان بسیار سخت و دقیق است. هر یک از کشورهای مشارکت‌کننده بهترین‌های خود را در قالب تیم‌هایی جهت نمایندگی کشورشان به این رقابتها و متناسب با هر یک از رشته‌های سوارکاری می‌فرستند. در بازیهای سال ۲۰۱۰ میلادی ۵۷ کشور توسط ۸۰۰ سوارکار به همراه اسبهایشان نمایندگی می‌شدند. تعداد رشته‌های موجود در بازیهای جهانی سوارکاری به هشت رشته از ده رشتهٔ فدراسیون سوارکاری گسترش یافته‌است. این رشته‌ها شامل ارابه رانی، درساژ، سوارکاری استقامت و سوارکاری رویداد، سوارکاری معلولین، رینینگ ،پرش با اسب و سوارکاری والتینگ می‌شوند. دو رشتهٔ باقی ماندههورسبال و تنت پگینگهستند؛ که همچنان به‌طور مستقل از این بازیها برگزار می‌شوند.

## مکان‌ها
| دوره | سال  | میزبان                                      |
| ---- | ---- | ------------------------------------------- |
| ۱    | ۱۹۹۰ | استکهلم، سوئد                               |
| ۲    | ۱۹۹۴ | لاهه، هلند                                  |
| ۳    | ۱۹۹۸ | رم، ایتالیا                                 |
| ۴    | ۲۰۰۲ | خرس د لا فرونترا، اسپانیا                   |
| ۵    | ۲۰۰۶ | آخن، آلمان                                  |
| ۶    | ۲۰۱۰ | لکسینگتون، کنتاکی، ایالات متحده آمریکا      |
| ۷    | ۲۰۱۴ | نرماندی، فرانسه                             |
| ۸    | ۲۰۱۸ | تریون، کارولینای شمالی، ایالات متحده آمریکا |
| ۹    | ۲۰۲۲ | هرنینگ، دانمارک                             |

## تعداد مدال‌های هر کشور در بازیهای جهانی سوارکاری
تاریخچهٔ تعداد مدال‌های هر کشور در بازیهای جهانی سوارکاری (تا سال ۲۰۱۴) به شرح زیر است:
| رتبه  | کشور                | طلا | نقره | برنز | مجموع |
| 1     | آلمان2              | ۳۶  | ۲۶   | ۲۵   | ۸۷    |
| 2     | بریتانیای کبیر      | ۱۹  | ۲۰   | ۱۰   | ۴۹    |
| 3     | هلند                | ۱۷  | ۱۳   | ۱۶   | ۴۶    |
| 4     | ایالات متحده آمریکا | ۱۳  | ۱۴   | ۱۵   | ۴۲    |
| 5     | فرانسه              | ۹   | ۱۵   | ۷    | ۳۱    |
| 6     | بلژیک               | ۵   | ۶    | ۲    | ۱۳    |
| 7     | نیوزیلند            | ۵   | ۱    | ۲    | ۸     |
| 8     | سوئیس               | ۴   | ۴    | ۵    | ۱۳    |
| 9     | اسپانیا             | ۳   | ۲    | ۲    | ۷     |
| 10    | امارات متحده عربی   | ۳   | ۱    | ۱    | ۵     |
| 11    | سوئد                | ۲   | ۱    | ۷    | ۱۰    |
| 12    | استرالیا            | ۲   | ۱    | ۶    | ۹     |
| 13    | دانمارک             | ۱   | ۵    | ۶    | ۱۲    |
| 14    | کانادا              | ۱   | ۴    | ۴    | ۹     |
| 15    | ایتالیا             | ۱   | ۴    | ۳    | ۸     |
| 16    | اتریش               | ۱   | ۳    | ۴    | ۸     |
| 17    | برزیل               | ۱   | ۰    | ۰    | ۱     |
| 17    | جمهوری ایرلند       | ۱   | ۰    | ۰    | ۱     |
| 19    | فنلاند              | ۰   | ۱    | ۲    | ۳     |
| 19    | مجارستان            | ۰   | ۱    | ۲    | ۳     |
| 21    | عربستان سعودی       | ۰   | ۱    | ۰    | ۱     |
| 21    | اتحاد جماهیر شوروی3 | ۰   | ۱    | ۰    | ۱     |
| 23    | نروژ                | ۰   | ۰    | ۱    | ۱     |
| 23    | پرتغال              | ۰   | ۰    | ۱    | ۱     |
| 23    | قطر                 | ۰   | ۰    | ۱    | ۱     |
| 23    | سنگاپور             | ۰   | ۰    | ۱    | ۱     |
| 23    | اسلواکی             | ۰   | ۰    | ۱    | ۱     |
| مجموع | مجموع               | ۱۲۴ | ۱۲۴  | ۱۲۴  | ۳۷۲   |

یادداشت‌ها
- ^  تعداد مدال‌ها به ترتیب مجموع مدال‌های طلا سپس نقره و بعد از آن مدالهای برنز است. این جدول شامل رویدادهای پیش از سال ۱۹۹۰ نمی‌شود.
- ^  جمهوری فدرال آلمان (از سال ۱۹۹۰ به اینسو) توسط فدراسیون جهانی به عنوان کشور آلمان غربی پیش از اتحاد تلقی شده‌است. آلمان غربی (۱۹۴۸–۱۹۹۰), از آنجایی که خطی بدون شکست در تاریخ پیوستن آلمان به فدراسیون جهانی سوارکاری در سال ۱۹۲۷ وجود دارد و جزئی از تاریخ آلمان به‌شمار می‌آید. جمهوری وایمار (۱۹۱۹–۱۹۳۳).[۵] اگر آلمان غربی کشوری جدا از آلمان متحد فرض شود. تعداد مدال‌های آن‌ها بدین شرح خواهد بود: آلمان ۲۶ طلا، ۱۴ نقره، و ۲۰ برنز؛ آلمان غربی ۴ طلا، ۴ نقره، و۴ برنز.
- ^  اتحاد شوروی تنها دربازیهای ۱۹۹۰ حضور داشت، از آنجایی که تا پیش از بازیهای ۱۹۹۴ دچار فروپاشی می‌شود.